# Термический экватор
Термический экватор — это широтная полоса с наиболее высокими средними многолетними температурами воздуха у земной поверхности (26-27°С). В январе близка к географическому экватору, в июле смещается к 20-25° северной широты. Среднегодовое положение термического экватора на 10° северной широты (смещение к северу обусловлено значительным развитием суши в тропиках Северного полушария, прогревающейся сильней, чем океанические воды)